# Desmond Hogan
Pour les articles homonymes, voir Hogan.
Desmond Hogan, né le 10 décembre 1950  à Ballinasloe, est un écrivain irlandais, notamment auteur de romans, de nouvelles et de pièces de théâtre.

## Biographie
Desmond Hogan est né à Ballinasloe, en Irlande. En 1976, lorsque paraît son premier roman, Le garçon aux icônes (Grasset, 2015), il est salué comme l’un des auteurs les plus prometteurs de sa génération. Il obtient pour ce roman le  Rooney Prize for Irish Literature (en) en 1977(en anglais : The Ikon-Maker). En 1991, Hogan se voit donner une place au Deutscher Akademischer Austauschdienst (Office allemand d'échanges universitaires) dans le programme consacré aux artistes de Berlin et à leurs homologues étrangers. Cela lui permet d'y vivre pendant un certain temps, avant d'aller vivre à Prague. Mais Hogan fuit la scène littéraire. Il voyage, beaucoup, pour mieux disparaître. Outre l’admiration de ses pairs (Colm Tóibín, Colum McCann et Joyce Carol Oates voient en lui l’un des plus grands écrivains irlandais contemporains), quatre autres romans et une centaine de nouvelles témoignent de sa présence, mystérieuse et puissante, dans le paysage littéraire anglo-saxon. Les Feuilles d’ombre est son deuxième roman publié en français (traduit par Serge Chauvin). 
Il est condamné en 2009 à deux ans de prison avec sursis pour agression sexuelle contre mineur.

## Œuvres

### Romans
- The Ikon-Maker (1977)

- traduit en français sous le titre Le Garçon aux icônes par Pierre Demarty, Paris, Éditions Grasset et Fasquelle, 2015, 256 p.  (ISBN 978-2-246-80734-6)
- The Leaves on Grey' (1980)

- traduit en français sous le titre Les Feuilles d’ombre par Pierre Demarty, Paris, Éditions Grasset et Fasquelle, 2016, 224 p.  (ISBN 978-2-246-85098-4)
- A Curious Street (1984)
- A New Shirt (1986)
- A Farewell to Prague (1995)